# Héctor Vilches
Héctor Vilches (14. februar 1926 - 23. september 1998[kilde mangler]) var en uruguayansk fodboldspiller, der med Uruguays landshold vandt guld ved VM i 1950 i Brasilien. Han var dog ikke på banen i turneringen. I alt nåede han at spille ti kampe for landsholdet, der faldt mellem 1950 og 1952.
Vilches spillede på klubplan for CA Cerro i hjemlandet.